# 相合橋
相合橋（あいあうばし）は、大阪府大阪市中央区にある、道頓堀川に架かる玉屋町筋の橋。土木学会関西支部による「浪速の名橋50選」に選定されている。
江戸時代から明治にかけて、北に宗右衛門町、南に道頓堀の芝居町を挟んで坂町（元伏見坂町）といった花街が広がっていた。

## 呼称
正しい読みは「あいあうばし」。ただし「あいあいばし」「あいおいばし」「あいおうばし」「あいよいばし」などとも呼ばれる。
大阪メトロの駅の表示板では、Aioi－bashi（あいおいばし）と表記されている。

## 歴史
この橋が最初に架けられたのは江戸時代の貞亨年間(1684～1688年)と伝えられる。当初は中橋あるいは新中橋と呼ばれ、近松門左衛門の浄瑠璃『心中重井筒』の一節にも以下のように語られている。
相合橋と名が改められた時期は宝永の頃(18世紀のはじめ）と考えられ、芝居櫓が建ちならぶ南側の芝居まちと北側の華やいだお茶まちを結ぶ橋として多くの人に親しまれてきた。「恋人同士の芸者と役者が落ち合う橋」という説がある。また当橋は島之内の北を流れていた長堀川の中橋と玉屋町筋で結ばれており、中橋と相い合う橋であることから相合橋になったともいわれている。
一方で「縁切り橋」の別名もある。明治になると、男女の仲が切れるとの風評が立ち、遊女などは相合橋を渡ることを避けていたといわれ、婚礼の行列も相合橋を渡らなかったと伝わる。ただし、明確な資料があるわけではなく、具体的にいつ頃の期間に、どのような規模で口伝えられていたのかは不明である。
現代においては宗右衛門町商店街振興組合の主催により毎年開催される宗右衛門町夏祭りの会場となるなど、多くの人と人をつなぐ交流・出会いの場としても活用されている。
現在の橋が架橋されたのは1962年（昭和37年）12月で、1983年（昭和58年）9月に幅を両側へ大きく拡げて、橋上に憩いの広場が設けられた。2004年（平成16年）に、相合橋付近にとんぼりリバーウォークが整備された際に、遊歩道へのアプローチ階段が設置された。

## 句碑
橋の北詰東部に、1961年（昭和36年）6月に建てられた句碑があり、明治から昭和の関西歌舞伎を代表する歌舞伎作者である食満南北（けまなんぼく）により、以下の句が刻まれている。
裏面には説明の文言が刻まれており、句碑建立発起人として、発起人代表の日本画家・菅楯彦をはじめ、白井信太郎など30の人物や有志・組合や、総務委員の脇田勇などの名前が刻まれた石碑が併設されている。

## 石碑
橋の北詰西部に、1983年（昭和58年）9月に建てられた石碑があり、大阪市の記載による橋の歴史などが刻まれている。また、側面には大阪島之内ライオンズクラブの発足15周年記念も刻まれている。

## 位置関係

### 周辺エリア
相合橋の南詰の先には、道頓堀から千日前通まで南北に延びるアーケード商店街・相合橋筋商店街がある。また、北詰の先には宗右衛門町があり、その北側から玉屋町筋が南北に伸びており、この筋沿いの住所としては概ね南側が宗右衛門町、北側が東心斎橋となっている。

### 隣の橋
（下流）太左衛門橋 - 日本橋（上流）